# Helmut Rehder
Helmut Rehder (* 7. Oktober 1927 in Hamburg) ist ein deutscher Philosoph und Botaniker mit Schwerpunkt auf Ökologie.

## Leben
Helmut Rehder studierte nach dem Schulbesuch in Hamburg Biologie, Chemie und Geografie und promovierte mit einer Arbeit zur Ökologie. Er wurde dann Assistent bei dem Pflanzen-Ökologen Heinrich Walter in Stuttgart, heiratete 1959 und folgte seinem Lehrer Heinz Ellenberg an die ETH Zürich. In dieser Zeit beteiligte er sich auch am Klimadiagramm-Weltatlas von Walter und Lieth. 1962 wechselte er zur Technischen Universität München, da er sich hier habilitieren konnte, und fand 1964 seine Heimat in Eichenau.
Rehder betätigte sich als Pflanzensystematiker. Die Vielfalt der Pflanzenarten und deren im Verlauf der Evolution entstandene Komplexität führte ihn zur Beschäftigung mit Fragen nach dem Ursprung des Lebens aus wissenschaftlicher Sicht.
Exkursionen mit Studentinnen und Studenten sowie seine ökologischen Forschungen führten ihn besonders in die Alpenregion, aber auch fast jährlich in den Mittelmeerraum. Mit DFG-Förderung arbeitete er am Mount Kenya, wo er mit Kollegen eine Vegetationskarte der Gipfelregion erstellte. Die von ihm betreuten Diplom- und Doktorarbeiten behandelten oft die schutzbedürftige Vegetation in der näheren und weiteren Umgebung von München.
Obwohl seit 1993 im Ruhestand, führt Helmut Rehder weiterhin Exkursionen durch und hält Vorträge.

## Arbeiten zum Vitalismus
Helmut Rehder kam zu einer anderen Sicht der Evolution als Charles Darwin, dessen Nachfolger die ganze Welt des Lebens durch Mutation und Selektion aus der unbelebten Materie entstehen sehen. Helmut Rehder dreht die Sichtweise um und sieht die unbelebte Materie nur als eine besondere träge Ausprägung des Lebens. Schließlich entstand auf diese Weise viel unbelebte Materie der Gesteinswelt der Gebirge aus den Resten des Lebens.
Helmut Rehder hält die Theorie der Nachfolger Darwins für wissenschaftlich nicht aus der Erfahrung belegbar und unlogisch, und er wandte sich in Anlehnung an Gedanken von Aristoteles und Goethe dem „Vitalismus“ zu. Er begreift die Evolution als einen aktiven Vorgang des Lebens und nicht des Zufalls und als eine von vielen Erscheinungsformen des Lebens. Die Naturgesetze, auf die sich Physik und Chemie gründen, beschreiben das präzise, was das Leben hervorgebracht hat. Ohne die Notwendigkeit einer unwissenschaftlichen Transzendenz oder die Erklärungsmuster der Religionen beschreibt er in mehreren kleinen Schriften eine undogmatische Naturwissenschaft, die nicht dem Mainstream folgt. Sie hat den Schutz der Natur und die Freude am Lebendigen als logische Konsequenz und führt zur Notwendigkeit des Naturschutzes als Handlungsanleitung für menschliches Leben. Dies führte ihn auch zum Umweltschutz an seinem Heimatort Eichenau.
Er beteiligte sich an der Umweltbroschüre für Eichenau und wurde mit Gemeinderat Martin Prem Sprecher im neu geschaffenen Umweltbeirat der Gemeinde Eichenau.
In der Serie „Wissenschaftler im Landkreis“ wurde Helmut Rehder in der Süddeutschen Zeitung vom 3. Juli 1997 schon anlässlich seines bevorstehenden 70. Geburtstages vorgestellt.

## Werke (Auswahl)
- Zur Ökologie, insbesondere Stickstoffversorgung subalpiner und alpiner Pflanzengesellschaften im Naturschutzgebiet Schachen (Wettersteingebirge), Cramer Verlag, Lehre 1970
- Tropische Wuchsformen und ihre Lebensräume im südlichen Kenia, Naturw. Rundschau 28, 1975, S. 250–258
- Evolution anders gesehen, Pfeil Verlag, München 1986
- Denkschritte im Vitalismus, Pfeil Verlag, München 1988
- Die Vegetation des Mount Kenya, in: Naturwissenschaften Bd. 79, 1992, S. 492–498
- Helmut Rehder et al.: Die Vegetation des Uludag Gebirges (Anatolien), in: Phytocoenologia 24, 1994, S. 167–192
- Die natürliche Umwelt der Eichenau, in: Geschichte im Schatten einer Großstadt, Eichenau, 2007
- Was ist Evolution?, Pfeil Verlag, München 2009